# Сувалки
Сува́лки (пол. Suwałki, біл. Сувалкі, лит. Suvalkai, нім. Suwalken) — місто на північному сході Польщі, центр Сувальського повіту Підляського воєводства. Площа: 65,24 км².
Від назви міста походить назва стратегічно важливої для НАТО місцевості — Сувальський коридор.

## Географія

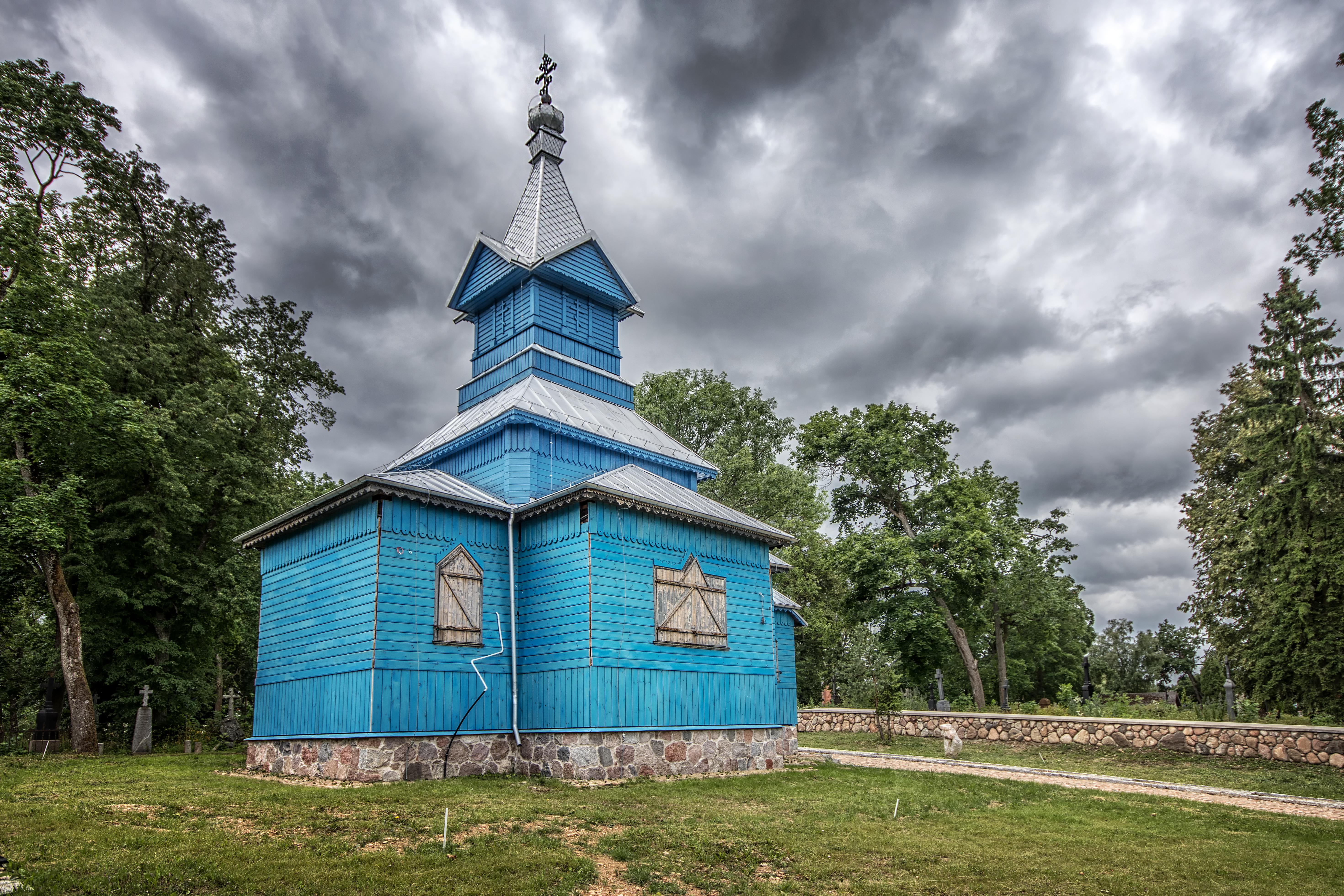
Православна церква

Сувалки розташовані на Східноєвропейській платформі в зоні Мазурсько-Сувацького підняття. Місто знаходиться в районі, багатих на залізну руду, ванадій, свинець і титан. Зараз не експлуатуються через глибину, на якій вони розташовані, а також через охорону навколишнього середовища. Природній рельєф піддався значному впливу в районах, де розроблялись родовища корисних копалин.

### Клімат
Порівняно з іншими регіонами Польщі, місто відносно часто відчуває вплив арктичних і континентальних повітряних мас. Через вплив Арктики цей регіон вважається одним із найхолодніших районів Польщі (крім гір).
| Клімат м. Сувалки         | Клімат м. Сувалки | Клімат м. Сувалки | Клімат м. Сувалки | Клімат м. Сувалки | Клімат м. Сувалки | Клімат м. Сувалки | Клімат м. Сувалки | Клімат м. Сувалки | Клімат м. Сувалки | Клімат м. Сувалки | Клімат м. Сувалки | Клімат м. Сувалки | Клімат м. Сувалки |
| Показник                  | Січ.              | Лют.              | Бер.              | Квіт.             | Трав.             | Черв.             | Лип.              | Серп.             | Вер.              | Жовт.             | Лист.             | Груд.             | Рік               |
| Середній максимум, °C     | −1,9              | −0,5              | 4,6               | 11,9              | 17,2              | 20,3              | 22,5              | 21,8              | 16,8              | 10,4              | 5,0               | 0,8               | 10,7              |
| Середня температура, °C   | −3,9              | −2,9              | 1,0               | 7,5               | 13,0              | 16,4              | 18,8              | 18,0              | 13,4              | 7,6               | 3,2               | −0,9              | 7,6               |
| Середній мінімум, °C      | −6,1              | −5,6              | −2,6              | 2,7               | 8,0               | 11,7              | 14,5              | 14,0              | 10,0              | 5,0               | 1,3               | −2,7              | 4,2               |
| Норма опадів, мм          | 49                | 43                | 45                | 47                | 61                | 76                | 87                | 77                | 62                | 54                | 47                | 51                | 699               |
| Днів з опадами            | 9                 | 8                 | 8                 | 7                 | 9                 | 9                 | 10                | 9                 | 8                 | 8                 | 8                 | 9                 | 102               |
| Вологість повітря, %      | 87                | 86                | 79                | 69                | 68                | 69                | 73                | 72                | 77                | 82                | 88                | 87                | 78                |
| ------------------------- | ----------------- | ----------------- | ----------------- | ----------------- | ----------------- | ----------------- | ----------------- | ----------------- | ----------------- | ----------------- | ----------------- | ----------------- | ----------------- |
| Джерело: Climate-Data.org |                   |                   |                   |                   |                   |                   |                   |                   |                   |                   |                   |                   |                   |

## Історія

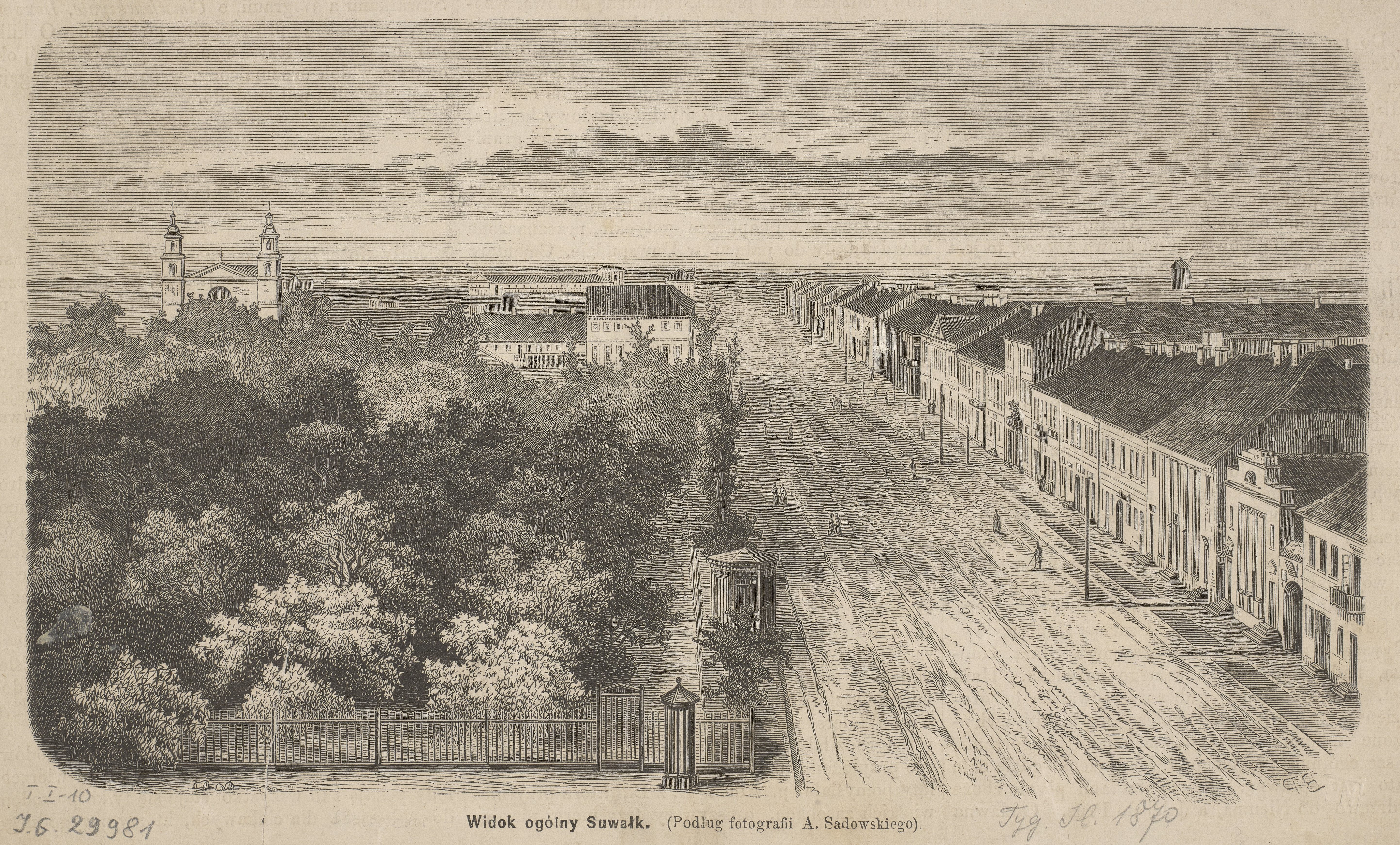
Вид на Сувалки близько 1870 року

Колонізацію земель, де зараз є Сувалки, розпочали руські та литовські пани, ймовірно, від часу короля Сигізмунда І Старого, який, зокрема, у 1514 році надав один «кут» («угол») Сопоцькам. Від них права власності перебрали Воловичі.
Пріор монастиря камедулів Ільдефонс отримав від короля Августа ІІ локаційний привілей 26 квітня 1710 року.
Статус міста Сувалки отримали 2 травня 1720 року.
Головна вулиця якийсь час називалась Варшавською (за часів російської окупації Петербурзьким проспектом).
За переписом 1897 року кількість мешканців становила 22648 осіб (13022 чоловічої статі та 9626 — жіночої), з яких 5217 — православної віри, 7458 — юдейської, 8793 — римо-католицької.

## Демографія
Населення: 69 340 чоловік на 2008 рік.
Демографічна структура станом на 31 березня 2011 року:
|          | Загалом | Допрацездатний вік | Працездатний вік | Постпрацездатний вік |
| -------- | ------- | ------------------ | ---------------- | -------------------- |
| Чоловіки | 33228   | 7242               | 23342            | 2644                 |
| Жінки    | 36011   | 6905               | 22663            | 6443                 |
| Разом    | 69239   | 14147              | 46005            | 9087                 |

## Українці в Сувалках

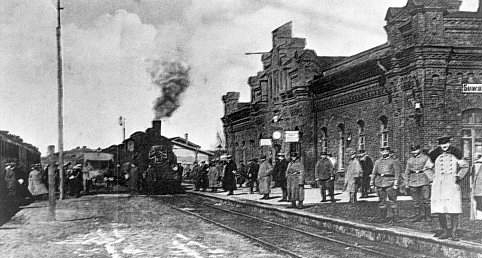
Залізничний вокзал 1917 рік

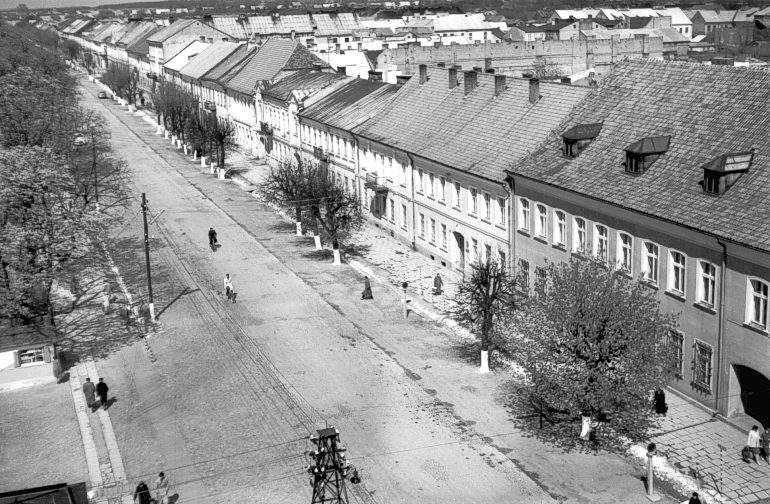
Вулиця Костюшки 1957 рік

Місце народження українського політика Олександра Карпінського.
В місті у полку шволежерів кавалерійської групи «Сувалки» служив Петро Дяченко — легендарний командир Чорних запорожців. Друга світова війна застала Петра Дяченка на польсько-литовському прикордонні в м. Сувалки. Як контрактовий офіцер Війська польського Петро Дяченко обороняв Польщу від радянських військ у вересні 1939 року. В боях проти червоних над річкою Німан отримав поранення. Його кавалерійський відділ із боями пробився до Литви, де був інтернований.
Православний цвинтар у місті має ділянку «петлюрівців» за церквою, де знаходяться могили воїнів УНР.

### Галерея церков

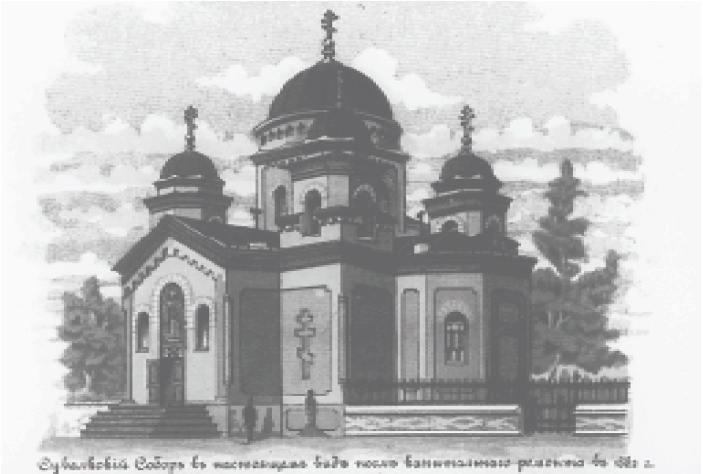
Православна церква
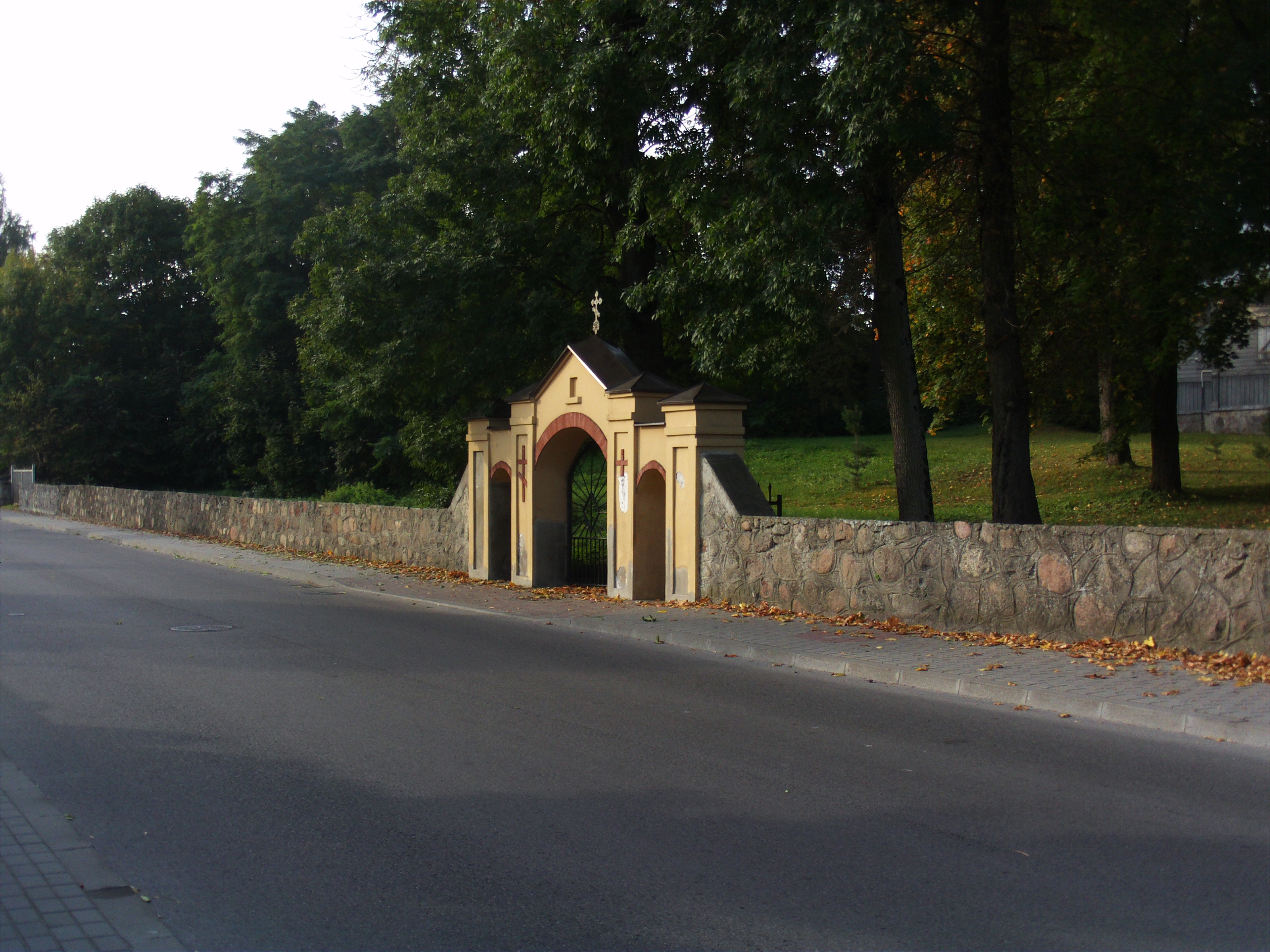
Кладовище
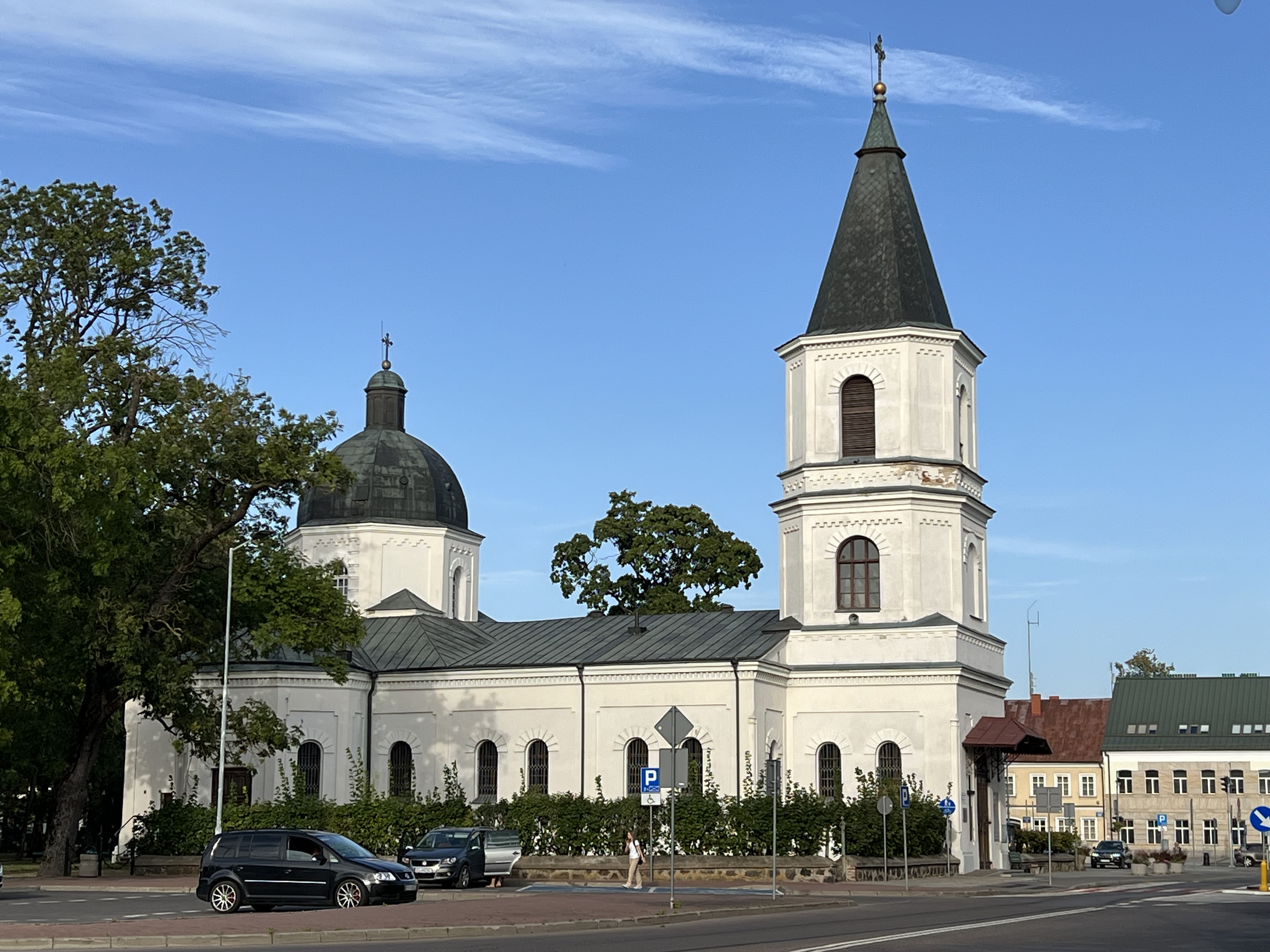
Церква - (Ревіндикація)
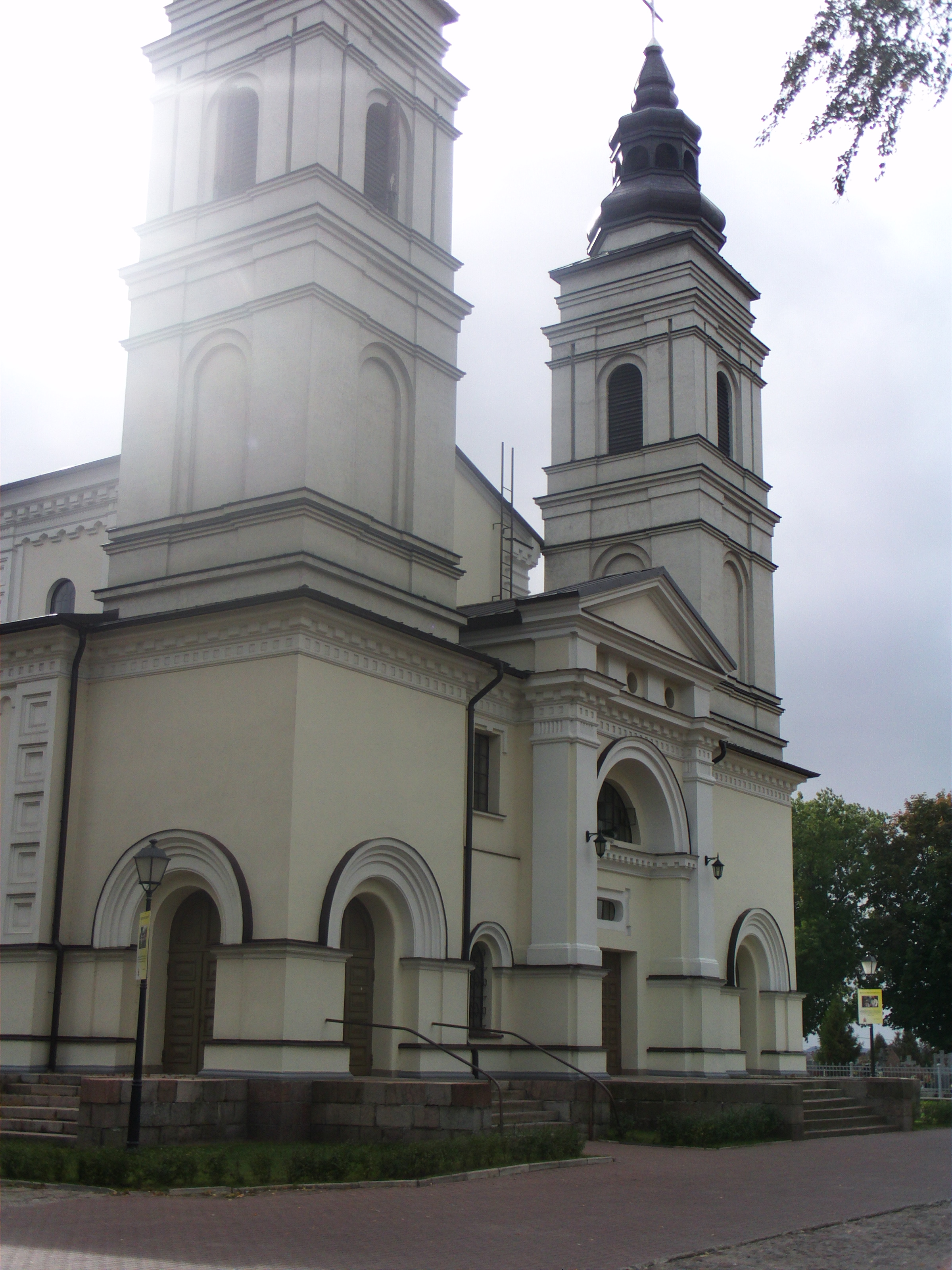
Церква

## Міжнародна співпраця
- Гранд-Сінт, Франція
- Нутодден, Норвегія
- Варен, Німеччина
- Тернопіль, Україна[7]
- Виру, Естонія
- Маріямполе, Литва
- Алітус, Литва

## Відомі люди

### Народилися
- Анджей Вайда — кінорежисер, володар премії «Оскар».
- Джо Ґрінштейн (1893—1977) — стронґмен, більш відомий під прізвиськом «Могутній атом».
- Сергій Томілін — лікар-гігієніст, санітарний статистик, демограф та історик медицини.

### Пов'язані з містом
- В'ячеслав Суходольський — український військовик.
- Петро Д'яченко — український військовик.

## Галерея

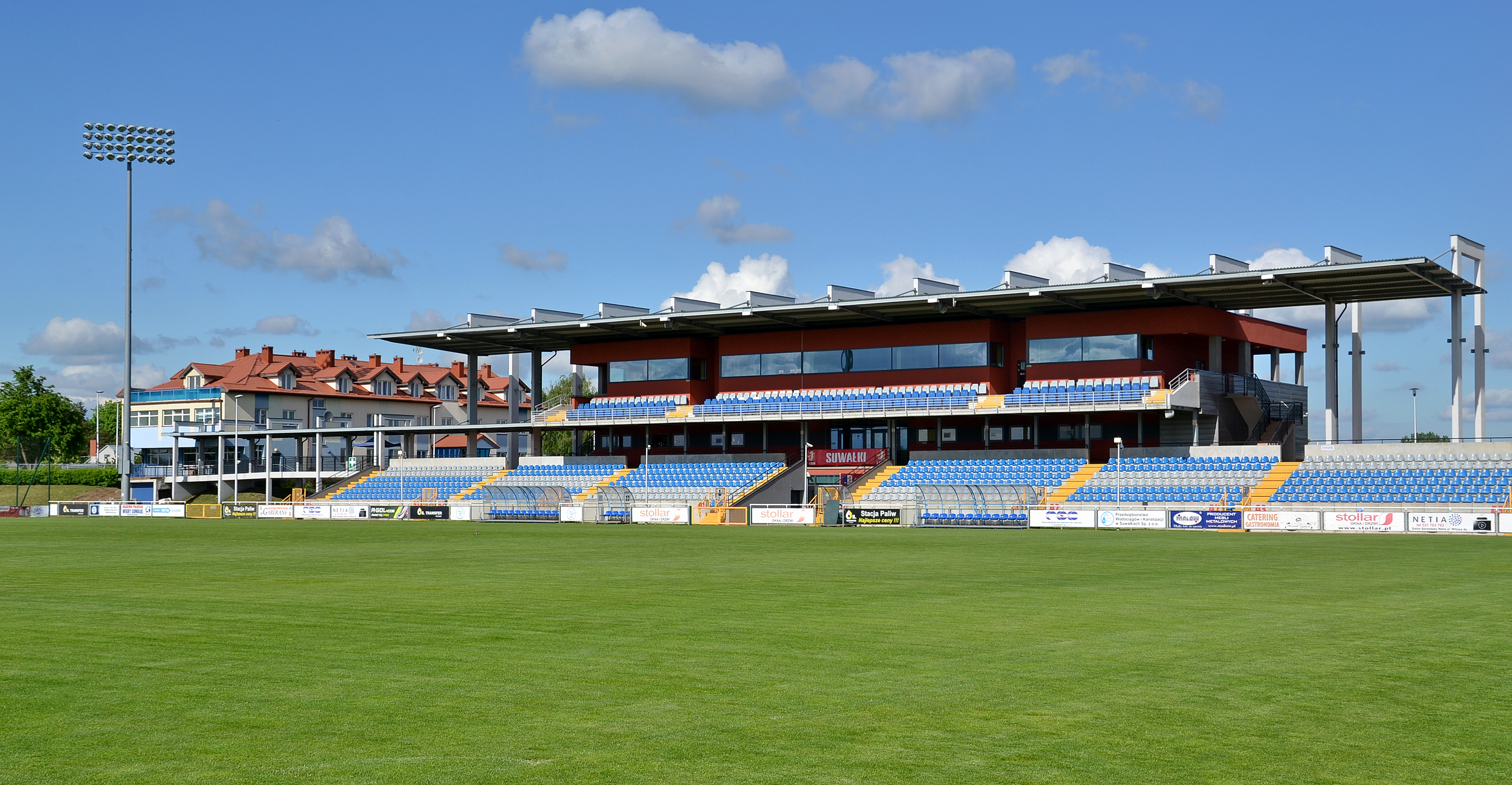
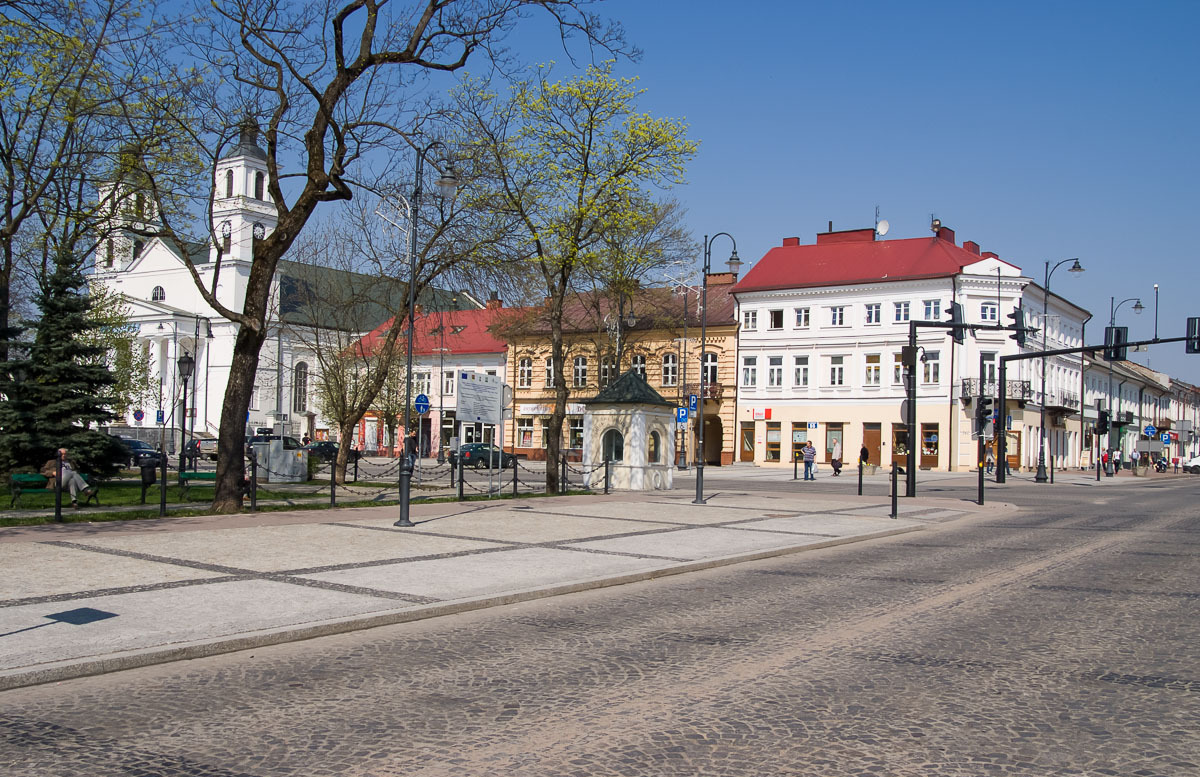
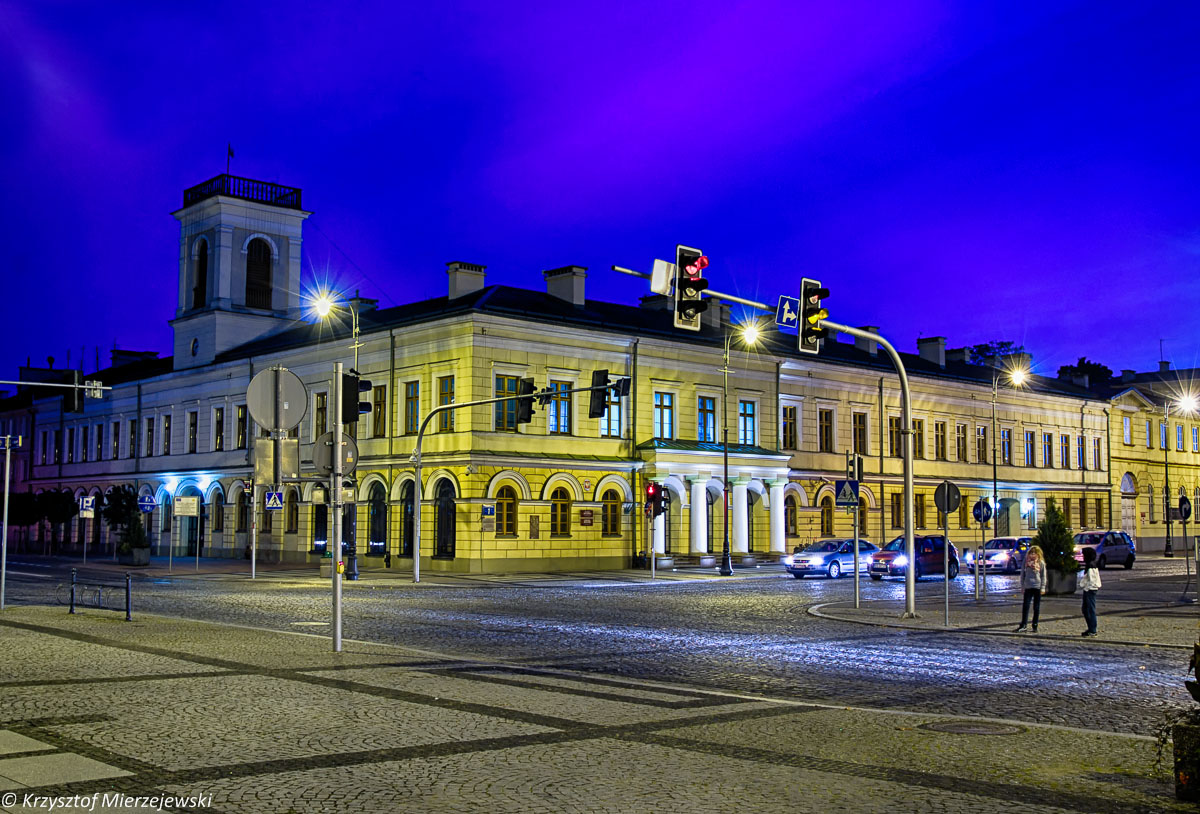
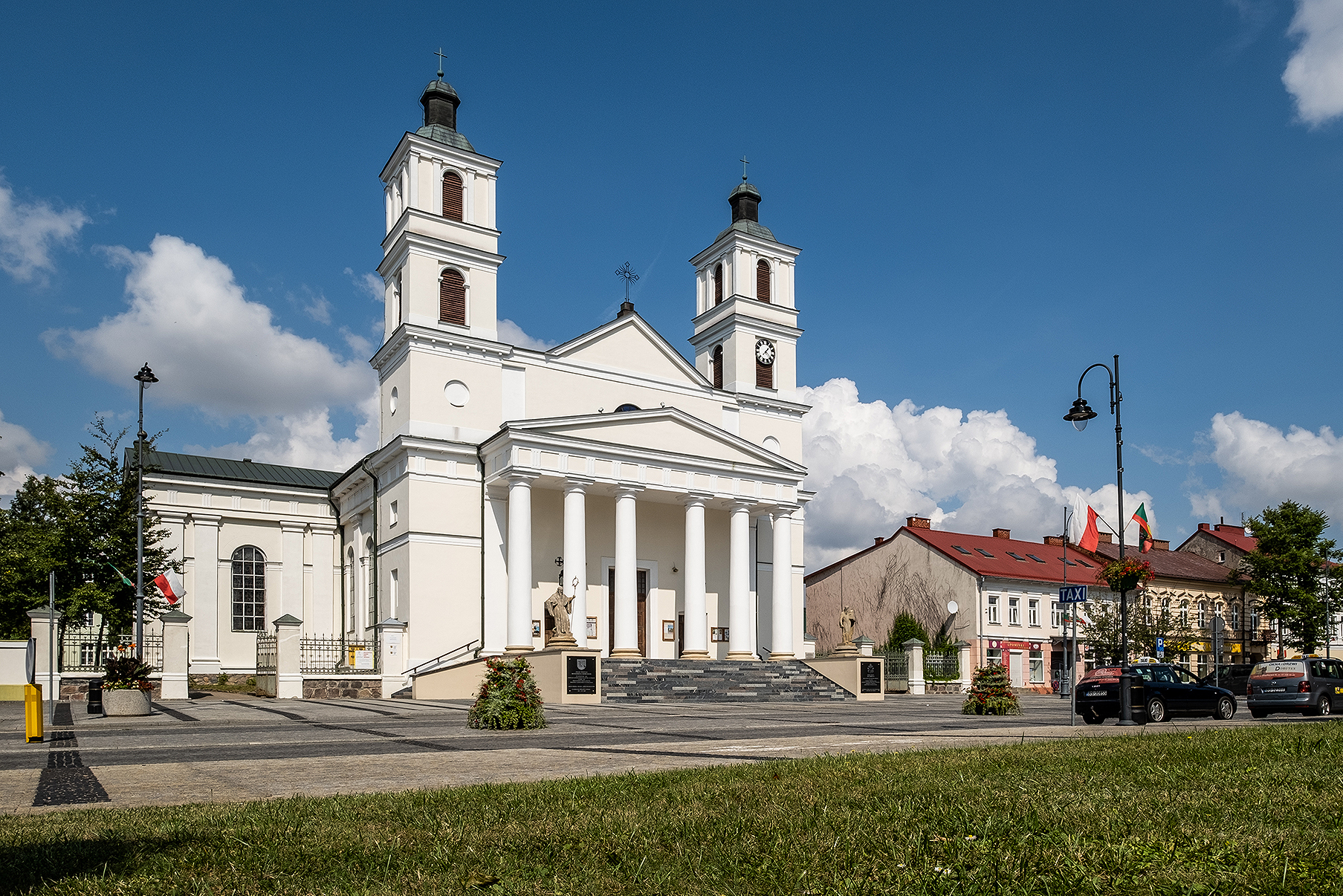
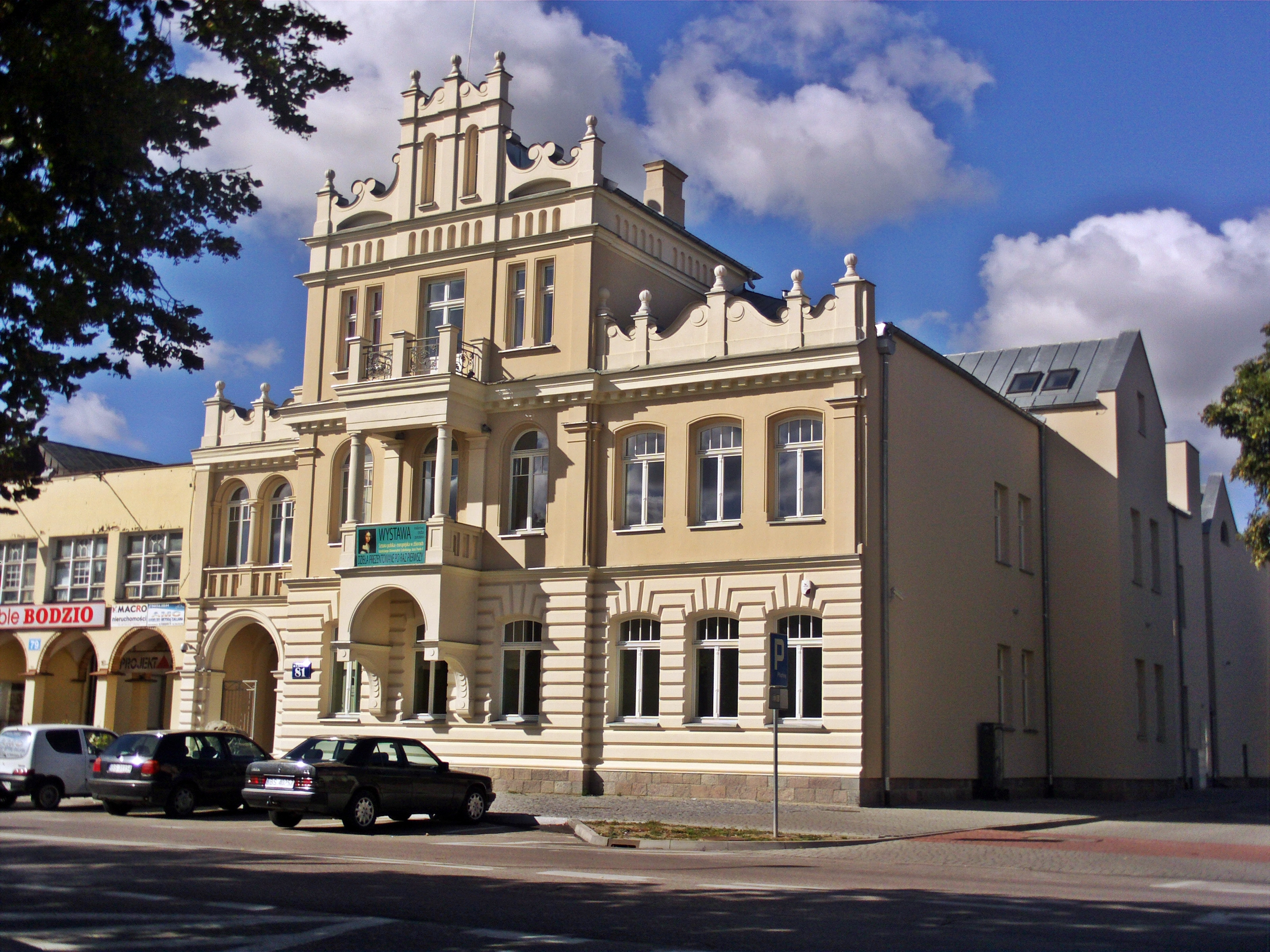
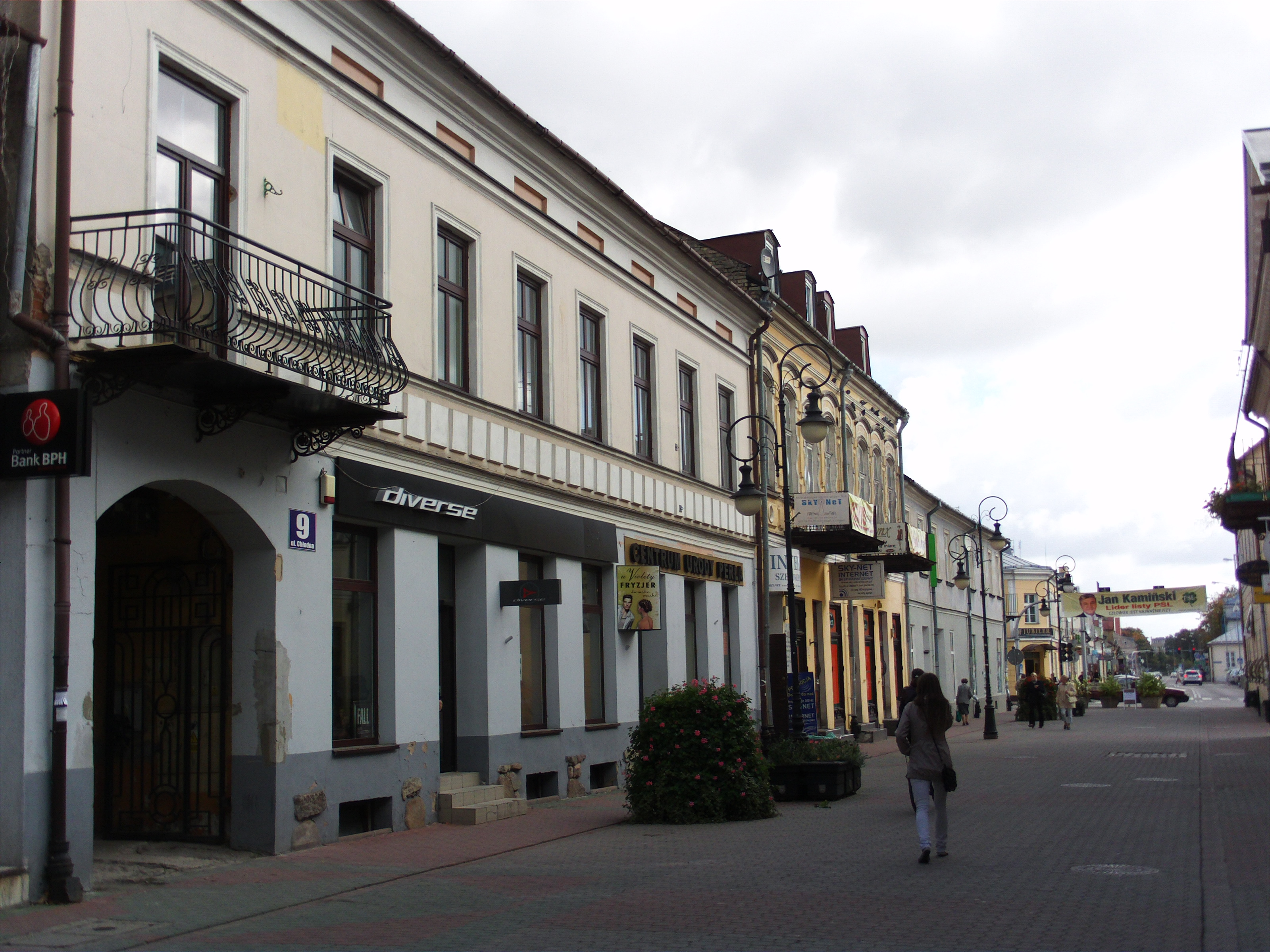
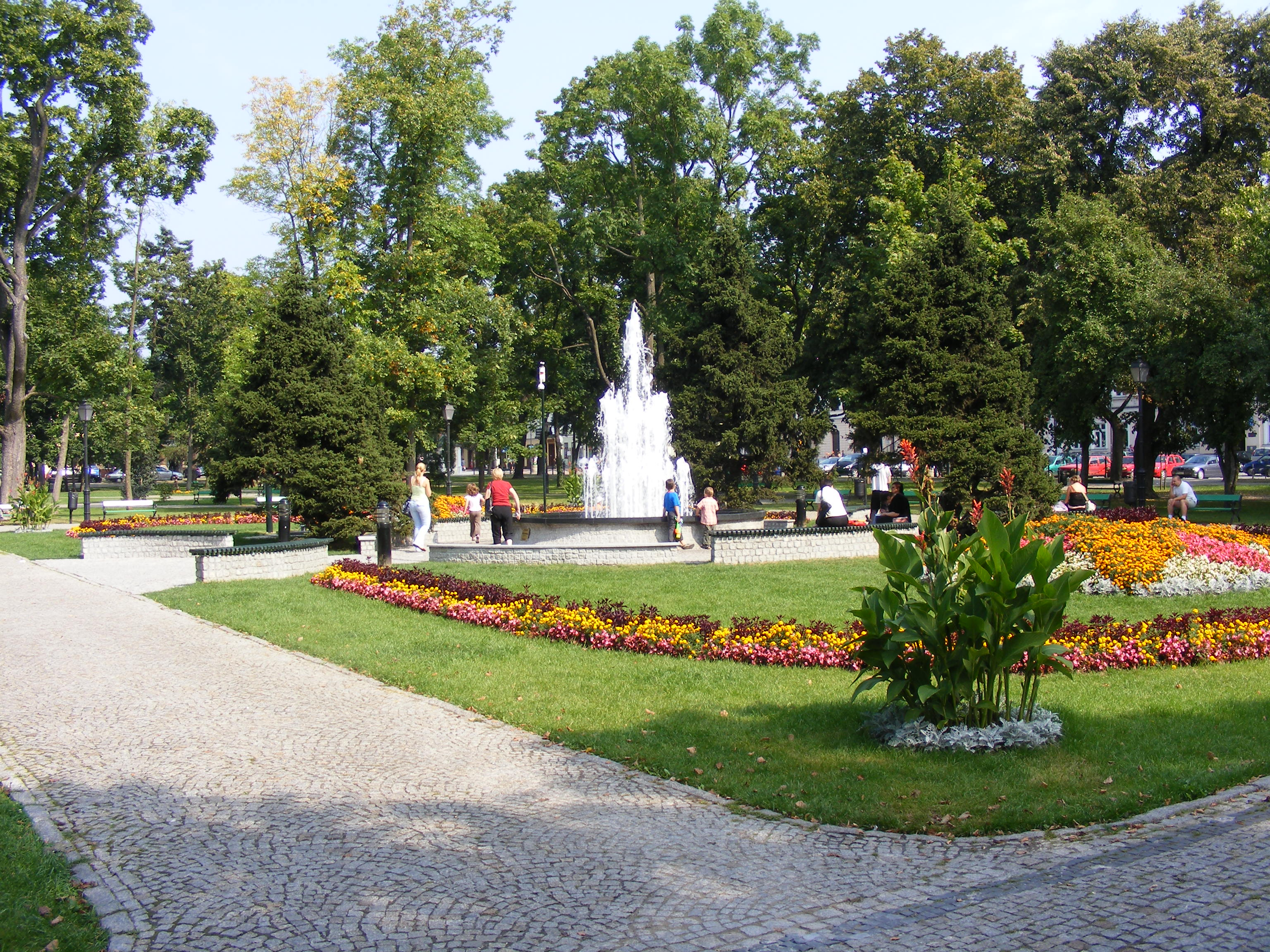